# لوئیز لی
لوئیز لی (انگلیسی: Louise Lee؛ زادهٔ ۲۶ سپتامبر ۱۹۵۰) بازیگر و روزنامه‌نگار اهل چین است. او همچنین برندهٔ جوایزی همچون جایزه سالیانه تی‌وی‌بی شده است.